# 李繼岌
李繼岌（約909年—926年5月28日），中国五代十国後唐初代皇帝莊宗李存勗的長子，劉玉娘所生。小名和哥。
同光二年（924年），任北都留守，統括六軍諸衛事。後转任检校太尉。
同光三年（925年）九月廿三，封魏王，兼任西南行营都統。奉父命遠征前蜀。灭蜀后，宦官李从袭诬陷灭蜀立功最大的東北面行营都招討使郭崇韜想要谋乱，報告莊宗，劉皇后相信，派遣宦官馬彦珪到军前。次年正月，李繼岌下属宦官李環在李繼岌召见郭崇韜时，打碎郭崇韜的头，其子郭廷诲被斬首。
不久，李继岌率军班师回朝，以灭蜀时为前锋的蕃汉马步军都排陈斩斫使兼马步军都指挥使李绍琛统领后军。不久，河中节度使、尚书令李继麟也因伶官景进和宦官们陷害遭灭族。二月，后唐邺都发生兵变；李绍琛及其所部因郭崇韬、李继麟之死而自危，于是反叛，虽然三月即被平定，却耽误了李继岌的归程。
四月，大军到兴平，听闻了李嗣源與鄴都之變的魏博叛軍合作造反，直逼京師，使得莊宗的禁軍發生兵變，殺了莊宗。李繼岌想要退守鳳翔。李从袭劝马上回洛阳继位，平定叛乱。李繼岌軍至渭水，西都留守張籛断浮桥，李繼岌只好沿河向东，至渭南，下属溃散。
四月十四，李从袭说：“大事已去，福不可再，王宜自图。”李继岌徘徊而哭，对李环说：“吾道尽途穷，你当杀我。”李环迟疑很久，对李继岌乳母说：“吾不忍见王，王若无路求生，当踣面以俟。”李继岌脸朝下趴在榻上，李环将他缢杀（《旧五代史》作自杀）。灭蜀参军的工部尚书任圜从后赶来，把李继岌葬在华州西南。李继岌年轻时病阉，无子。李嗣源即位（是為明宗），任圜率征蜀之师二万回京，明宗抚慰，问任圜李继岌何在，任圜把李继岌死亡的情况告诉了明宗。
部分史書稱李繼岌為興聖太子，可能是其諡號。

## 妻妾
- 王氏，妻，王都女，924年8月28日封魏国夫人

## 兄弟
- 守王李繼潼
- 光王李繼嵩
- 真王李繼蟾
- 川王李繼嶢

## 相关传记
- 《舊五代史》卷五十一 列传三 宗室
- 《新五代史》卷一十四 唐家人传第二

1. ↑  《鑑誡錄·卷三》：同光三年，從興聖太子魏王繼岌收蜀。